# Chlorphacinon
Chlorphacinon ist eine chemische Verbindung aus der Gruppe der Indanderivate (genauer vom 1,3-Indandion) und organischen Chlorverbindungen.

## Gewinnung und Darstellung
Chlorphacinon wird auf verschiedenen Synthesewegen hergestellt. Ein häufig gebrauchtes Verfahren geht von Phenylaceton aus, das mit Brom in Chlorbenzol zu 1-Brom-1-phenylaceton umgesetzt wird. Dieses reagiert dann mit Chlorbenzol in Gegenwart von Aluminiumtrichlorid unter wasserfreien Bedingungen zu 1-(4-Chlorphenyl)-1-phenylaceton, welches dann mit Phthalsäuredimethylester in Gegenwart von Natriummethanolat schließlich die Zielverbindung Chlorphacinon liefert.

## Eigenschaften
Chlorphacinon ist ein brennbarer hellgelber Feststoff, welcher praktisch unlöslich in Wasser ist. Er zersetzt sich bei Temperaturen über 320 °C. Im Freien erfolgt schnelle Photolyse. Im Boden erfolgt der Abbau hauptsächlich durch Ringöffnung zu 4-Chlordiphenylessigsäure.

## Verwendung
Chlorphacinon wird als Rodentizid gegen Feld-, Erd- und Rötelmäuse verwendet. Es wirkt durch Hemmung der Blutgerinnung durch Blockierung der Prothrombinbildung.

## Zulassung
In Deutschland wurde die Zulassung vom  Bundesamt für Verbraucherschutz und Lebensmittelsicherheit zum 30. Juni 2010 widerrufen.
In den EU-Staaten wie Deutschland und Österreich sowie in der Schweiz sind keine Pflanzenschutzmittel zugelassen, die Chlorphacinon als Wirkstoff enthalten.